# Dolmen de Tomba
Le dolmen de Tomba est un dolmen ouest-pyrénéen situé à Sare dans le département français des Pyrénées-Atlantiques.

## Description
Le dolmen a été édifié en surplomb du ravin de Tombako-erreka. Le tumulus d'un diamètre de quelques dizaines de mètres pour 1 m de hauteur est constitué de pierrailles. Le monument est en partie ruiné, il ne reste que trois orthostates. La chambre sépulcrale est orientée selon un axe sud-est/nord-ouest. Elle mesure 2,40 m de long pour 0,70 m de large.

## Fouilles archéologiques
Les fouilles archéologiques menées en 1987 par Y. Chevalier n'y ont mis au jour ni vestige osseux ni matériel archéologique.